# NGC 2423
NGC 2423 est un amas ouvert, situé dans la constellation de la Poupe. Il a été découvert par l'astronome germano-britannique William Herschel en 1786.
NGC 2423 est à environ 766 pc (∼2 500 al) du système solaire et les dernières estimations donnent un âge de 736 millions d'années. La taille apparente de l'amas est de 12,0 minutes d'arc, ce qui, compte tenu de la distance, donne une taille réelle maximale d'environ 8,8 années-lumière.
Selon la classification des amas ouverts de Robert Trumpler, cet amas renferme entre 50 et 100 étoiles (lettre m) dont la concentration est faible (IV) et dont les magnitudes se répartissent sur un intervalle moyen (le chiffre 2).